# Petershill Park
Petershill Park – stadion piłkarski w Glasgow, w Szkocji. Może pomieścić 2000 widzów. Obiekt został otwarty w 2007 roku i powstał tuż obok miejsca, w którym w latach 1935–2005 funkcjonował dawny stadion o tej samej nazwie. Swoje spotkania na obiekcie rozgrywają piłkarze Petershill FC, a także piłkarki Glasgow City LFC i Rangers LFC.